# Карасйок
69°28′18″ пн. ш. 25°31′17″ сх. д. / 69.47167° пн. ш. 25.52139° сх. д.
Карашок (норв. Karasjok kommune, півн.-саам. Kárášjoga gielda, фін. Kaarasjoki) — комуна (муніципалітет) у фюльке Фіннмарк, Норвегія, адміністративним центром якої є селище Карашок. До інших важливих населених пунктів комуни також належать селища Дорвон'ярга (норв. Dorvonjárga), Шуош'яврі (норв. Šuoššjávri) та Вал'йохка (норв. Váljohka).
Комуна має площу 5452,95 км² і є другою за площею у Норвегії; першою є комуна Каутокейно. Вона межує на півночі із комуною Порсангер, на північному сході — із комуною Алта, на північному заході — із комуною Тана, а на заході та південному заході— із комуною Каутокейно. Також комуна Карашок через своє розташування фактично на кордоні із Фінляндією межує з її громадами Утсйокі на сході та Інарі на південному сході.

## Загальна інформація
Карашок, так само, як і Каутокейно, був шведською парафією, допоки у 1751 році у результаті Стремстадського трактату ця територія не відійшла об'єднаній дансько-норвезькій державі. Комуна Карашок була заснована 1 січня 1866 року після відділення від старої комуни Кістранд; на початку її населення становило 515 осіб. З того часу межі комуни Карашок не змінювалися.
З 1 січня 2020 року комуна стала частиною новоутвореної фюльке Трумс-ог-Фіннмарк; до того вона була частиною фюльке Фіннмарк.

### Назва
Назва «Карашок» (норв. Karasjok) є норвегізованою формою північносаамського слова «Kárášjohka». Значення першого елементу може відповідати значенню північносаамського слова «káráš», яке могло означати «дерев'яна тарілка для їжі», або фінському слову «kara» — «той, що блукає»; останній елемент, «johka», означає річку. Узагалі поселення розвилося на місці старого зимового табору півн.-саам. Ávjuvárri, що знаходився приблизно у 40 км від центру нинішнього селища Карашок.
Комуна отримала свою назву завдяки річці Карашйохка (півн.-саам. Kárášjohka), що протікає через її територію, і використовувала назву «Карашок» до 1990 року, згодом її було замінено подвійною Kárášjohka-Karasjok, завдяки чому вона стала третьою у Норвегії комуною, що отримала саамську назву. Втім, у 2005 році стару назву було відновлено, але за умови, що можуть бути рівнозначно використані як норвезька, так і саамська її форми.

### Символіка
Герб комуни Карашок, зображений і на її прапорі, є досить молодим: він був наданий комуні королем Норвегії 27 червня 1986 року. На ньому зображено три золотих язики полум'я на червоному тлі; вогонь був обраний як символ своєї важливості для корінного (кочового) саамського населення, він зігріває і допомагає вижити під час суворих зим, але у той час є і найбільшою загрозою як у наметах, так і у великих соснових лісах. Ще вогонь є місцем, навколо якого збираються люди, а також він захищає від небезпек. Так само три язики полум'я символізують три народи, — норвежців, саамів та квенів, — що проживають на території Карашока.

## Географія

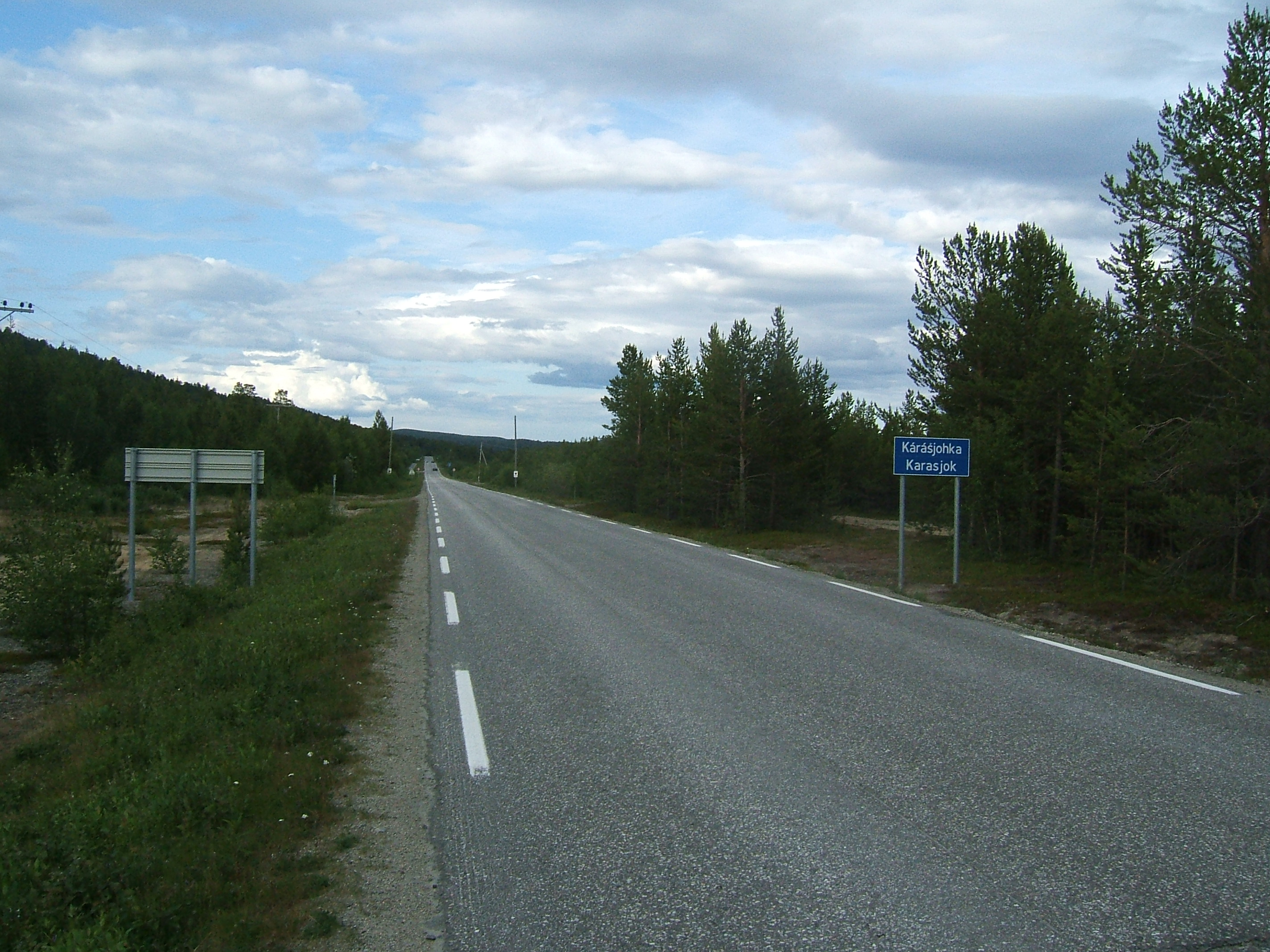
В'їзд до комуни

Комуна Карашок розташована уздовж верхів'я річки Танаельви та її притоків: річок Анарйохка (півн.-саам. Anárjohka) та Карашйохка (півн.-саам. Kárášjohka); територія комуни також включає великі ділянки плоскогір'я Фіннмарксвідда. У комуні є низка озер, найбільшим з яких є озеро Гасадат'яврі. У долині річки, на відміну від плоскогір'я, ростуть соснові та березові ліси. Найвищою точкою комуни є гора Вуор'ї заввишки 1024 м над рівнем моря.
Південна частина комуни Карашок є частиною національного парку Евре-Анарйохка.

### Клімат
У тій дальній північно-східній частині Норвегії, де розташована комуна, місцевий субарктичний клімат є більш континентальним і сухим порівняно із типовим береговим кліматом на інших територіях країни.
1 січня 1886 року у Карашоці був зафіксований найнижчий температурний рекорд Норвегії: температура того дня становила −51.4 °C. Найвищу температуру, 32.4 °C, зафіксували тут у липні 1914 року. Таким чином, різниця між найвищою та найнижчою зафіксованими температурами становить 83,8 °C, що є другим за величиною показником у Норвегії (після показників комуни Каутокейно). Найтеплішим місяцем в історії був липень 1941 року із середньодобовою температурою 17.9 °C, а найхолоднішим — лютий 1966 року із середньодобовою температурою −27.1 °C.

Найтепліший місяць у комуні — липень, із середньою температурою 13.1 °C. Найхолодніший місяць — січень, із середньою температурою −17.1 °С.
| Клімат Карашока (середні показники за 2002–2020 рр.; максимальні показники із 1951 року) | Клімат Карашока (середні показники за 2002–2020 рр.; максимальні показники із 1951 року) | Клімат Карашока (середні показники за 2002–2020 рр.; максимальні показники із 1951 року) | Клімат Карашока (середні показники за 2002–2020 рр.; максимальні показники із 1951 року) | Клімат Карашока (середні показники за 2002–2020 рр.; максимальні показники із 1951 року) | Клімат Карашока (середні показники за 2002–2020 рр.; максимальні показники із 1951 року) | Клімат Карашока (середні показники за 2002–2020 рр.; максимальні показники із 1951 року) | Клімат Карашока (середні показники за 2002–2020 рр.; максимальні показники із 1951 року) | Клімат Карашока (середні показники за 2002–2020 рр.; максимальні показники із 1951 року) | Клімат Карашока (середні показники за 2002–2020 рр.; максимальні показники із 1951 року) | Клімат Карашока (середні показники за 2002–2020 рр.; максимальні показники із 1951 року) | Клімат Карашока (середні показники за 2002–2020 рр.; максимальні показники із 1951 року) | Клімат Карашока (середні показники за 2002–2020 рр.; максимальні показники із 1951 року) | Клімат Карашока (середні показники за 2002–2020 рр.; максимальні показники із 1951 року) |
| Показник                                                                                 | Січ.                                                                                     | Лют.                                                                                     | Бер.                                                                                     | Квіт.                                                                                    | Трав.                                                                                    | Черв.                                                                                    | Лип.                                                                                     | Серп.                                                                                    | Вер.                                                                                     | Жовт.                                                                                    | Лист.                                                                                    | Груд.                                                                                    |                                                                                          |
| Абсолютний максимум, °C                                                                  | 7,2                                                                                      | 7,0                                                                                      | 8,9                                                                                      | 15,1                                                                                     | 30,5                                                                                     | 31,0                                                                                     | 31,7                                                                                     | 29,9                                                                                     | 23,0                                                                                     | 14,8                                                                                     | 8,4                                                                                      | 7,8                                                                                      |                                                                                          |
| Середній максимум, °C                                                                    | −9,8                                                                                     | −8,4                                                                                     | −2,2                                                                                     | 3,6                                                                                      | 9,8                                                                                      | 15,1                                                                                     | 19,3                                                                                     | 16,6                                                                                     | 11,2                                                                                     | 2,7                                                                                      | −3,7                                                                                     | −6,4                                                                                     |                                                                                          |
| Середня температура, °C                                                                  | −15,4                                                                                    | −13,9                                                                                    | −8,3                                                                                     | −1,1                                                                                     | 5,2                                                                                      | 10,4                                                                                     | 14,2                                                                                     | 11,7                                                                                     | 6,8                                                                                      | −0,6                                                                                     | −7,9                                                                                     | −11,8                                                                                    |                                                                                          |
| Середній мінімум, °C                                                                     | −20,9                                                                                    | −19,4                                                                                    | −14,3                                                                                    | −5,8                                                                                     | 0,5                                                                                      | 5,6                                                                                      | 9,0                                                                                      | 6,7                                                                                      | 2,3                                                                                      | −3,9                                                                                     | −12                                                                                      | −17,1                                                                                    |                                                                                          |
| Абсолютний мінімум, °C                                                                   | −51,2                                                                                    | −50                                                                                      | −43,2                                                                                    | −32,8                                                                                    | −23                                                                                      | −3,8                                                                                     | −1,8                                                                                     | −5,4                                                                                     | −14,2                                                                                    | −29,2                                                                                    | −40,9                                                                                    | −46,4                                                                                    |                                                                                          |
| Норма опадів, мм                                                                         | 26.1                                                                                     | 22.3                                                                                     | 19.7                                                                                     | 19.7                                                                                     | 34.4                                                                                     | 51.1                                                                                     | 72.8                                                                                     | 54.7                                                                                     | 38.4                                                                                     | 31.4                                                                                     | 26.9                                                                                     | 32.3                                                                                     |                                                                                          |
| ---------------------------------------------------------------------------------------- | ---------------------------------------------------------------------------------------- | ---------------------------------------------------------------------------------------- | ---------------------------------------------------------------------------------------- | ---------------------------------------------------------------------------------------- | ---------------------------------------------------------------------------------------- | ---------------------------------------------------------------------------------------- | ---------------------------------------------------------------------------------------- | ---------------------------------------------------------------------------------------- | ---------------------------------------------------------------------------------------- | ---------------------------------------------------------------------------------------- | ---------------------------------------------------------------------------------------- | ---------------------------------------------------------------------------------------- | ---------------------------------------------------------------------------------------- |

## Транспорт

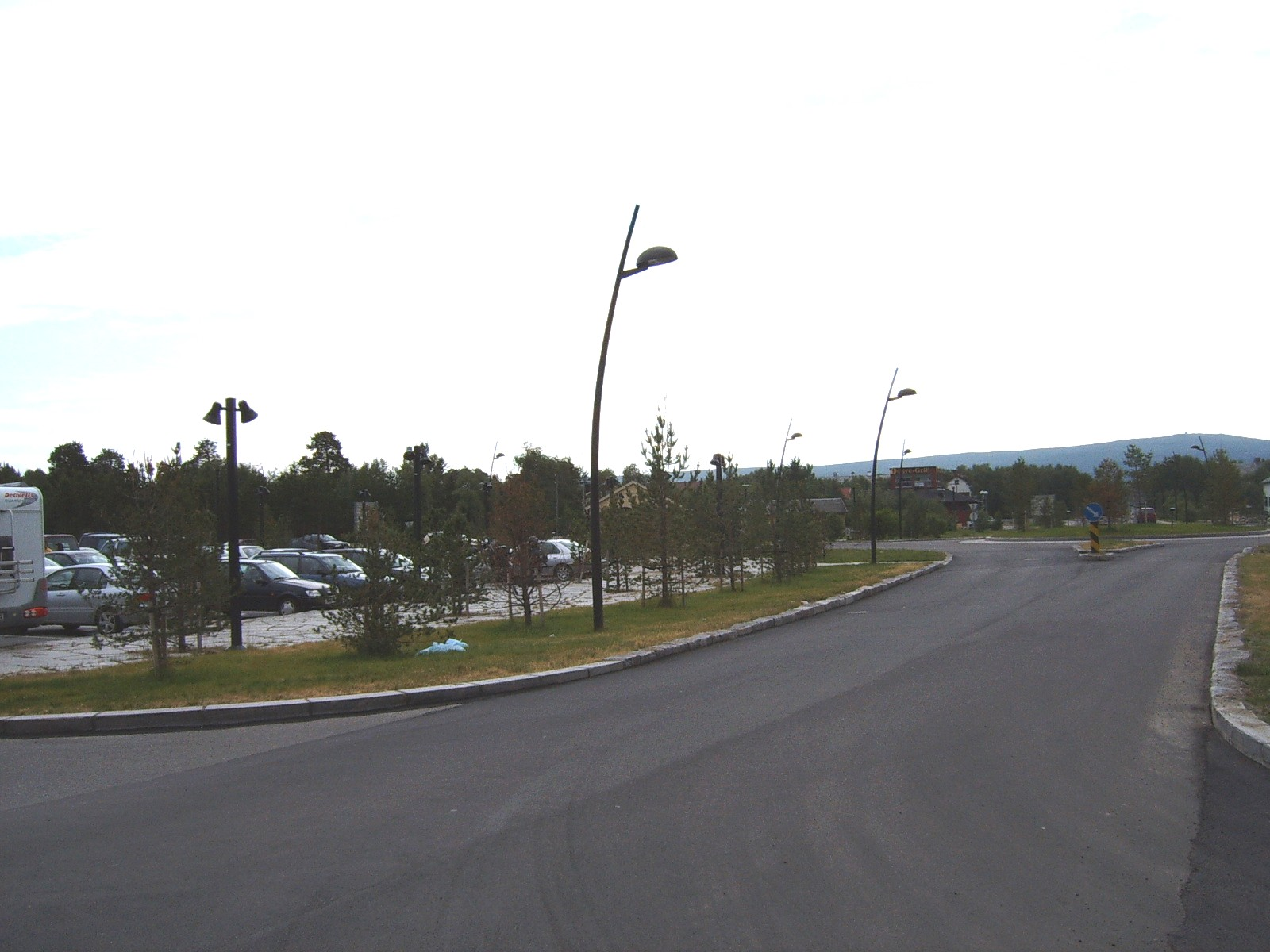
Центр селища Карашок

Комуна Карашок розташована у безпосередній близькості до кордону з Фінляндією — через річку Анарйохка проходить пункт переходу кордону, що знаходиться між норвезьким селищем Дорвон'ярга (норв. Dorvonjárga) та фінським селищем Карігасніємі. Через неї також проходить Європейський маршрут E6, що прямує від селища Лаксельв до Кіркенеса.
Карашок також вважається важливим транспортним вузлом у фюльке. Існують автобусні маршрути як до Тани, Вадсе і Кіркенеса на сході, так і до Лаксельва, Каутокейно і Альти на заході.
Найближчим аеропортом до комуни є аеропорт Лаксельв-Банак, розташований приблизно у 75 км від селища Карашок.

## Адміністрація
Усі комуни Норвегії включно із Карашоком самостійно приймають рішення щодо початкової освіти, охорони здоров'я, соціальної допомоги для літніх людей, безробітних та інших категорій населення, зонування земель та муніципальних доріг. На чолі комуни стоїть її рада, що складається із обраних представників, які, у свою чергу, обирають бургомістра. Комуна підпадає під юрисдикцію окружного суду Внутрішнього Фіннмарка (норв. Indre Finnmark tingrett) та Апеляційного суду Хологаланда.

### Комунальна рада
До ради комуни (норв. Kommunestyre) Карашок входять 19 представників, обраних на чотирирічні терміни. Станом на 2020–2023 рр. партійний розподіл у раді є наступним:
| Назва партії (норвезькою)                   | Кількість представників |
| ------------------------------------------- | ----------------------- |
| Робітнича партія (Arbeiderpartiet)          | 7                       |
| Консервативна партія (Høyre)                | 1                       |
| Саамська народна партія (Samefolkets Parti) | 2                       |
| Центристська партія (Senterpartiet)         | 6                       |
| Karasjok lista                              | 2                       |
| Johttiidsámiid listu                        | 1                       |
| Загальна кількість членів                   | 19                      |

## Населення

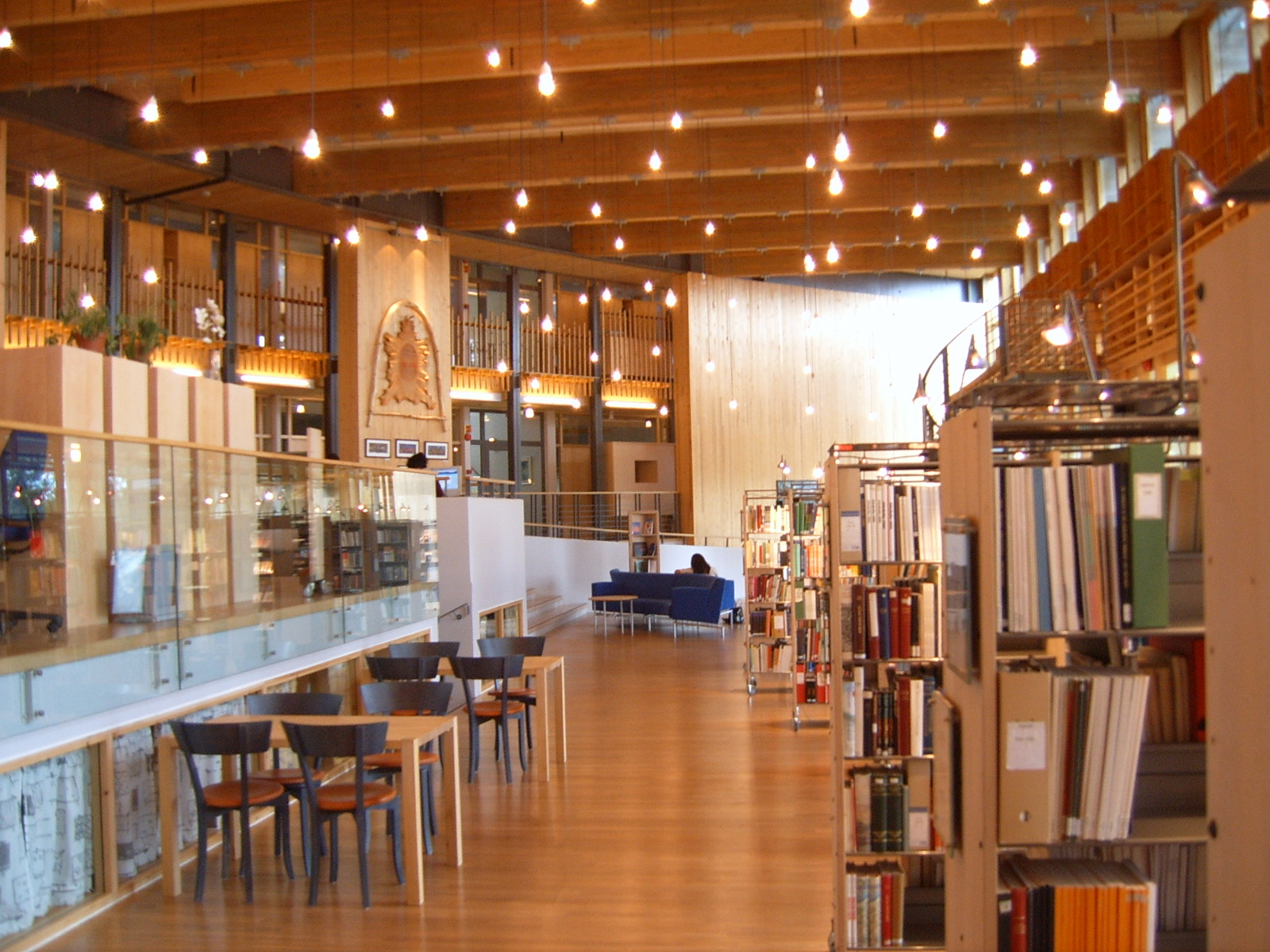
Будівля Саамського парламенту Норвегії всередині

Статистика чисельності населення комуни Карашок

Приблизно для 80% мешканців комуни саамська мова є рідною, тому саамська і норвезька мова мають на території комуни рівний статус. Також мешканці комуни володіють фінською мовою.
У селищі Карашок, де також проживає найбільше мешканців комуни та яке є другим культурним і соціальним центром саамів Норвегії (після Каутокейно), засідає Саамський парламент країни. Окрім цього тут ведеться саамське теле- і радіомовлення (адже тут розташована радіостанція NRK Sámi Radio) та є низка важливих саамських (державних і приватних) установ, зокрема національний музей саамської культури, центр саамського мистецтва. У комуні розташоване найбільше саамське видавництво Davvi Girji, а з 2008 року видається саамськомовна газета Min Áigi. Окрім цього, у Карашоці та Каутокейно розташовані редакції саамського щотижневика Ávvir.
Також тут розташовано низку саамських навчальних закладів (від дитячих садків до шкіл), Саамську спеціальну бібліотеку, саамський медичний центр, дитячу й молодіжну психіатричну поліклініку.
Важливими галузями промисловості у регіоні є зокрема оленярство та сільське господарство, а також полювання та риболовля.

## Туризм
До туристичних пам'яток комуни належить будівля Саамського парламенту, музей саамської культури, центр саамського мистецтва, туристична стежка Ассебакті (півн.-саам. Ássebákti) та стара церква Карашока, датована 1807 роком. Саамський парламент був відкритий королем Олафом V у 1989 році, і його першим президентом став Уле Генрік Магга із Каутокейно, який перебував на цій посаді більше восьми років.
Стара церква у Карашоці є найстарішою лютеранською церквою колишньої фюльке Фіннмарк. Через те, що вона стала замалою, згодом було збудовано нову дерев'яну церкву, натхненну зразками традиційної саамської архітектури. Щодо саамів, то тут також є присвячений їм тематичний парк.
До того ж Карашок є центром традиційного саамського ремесла duodji.

## Галерея

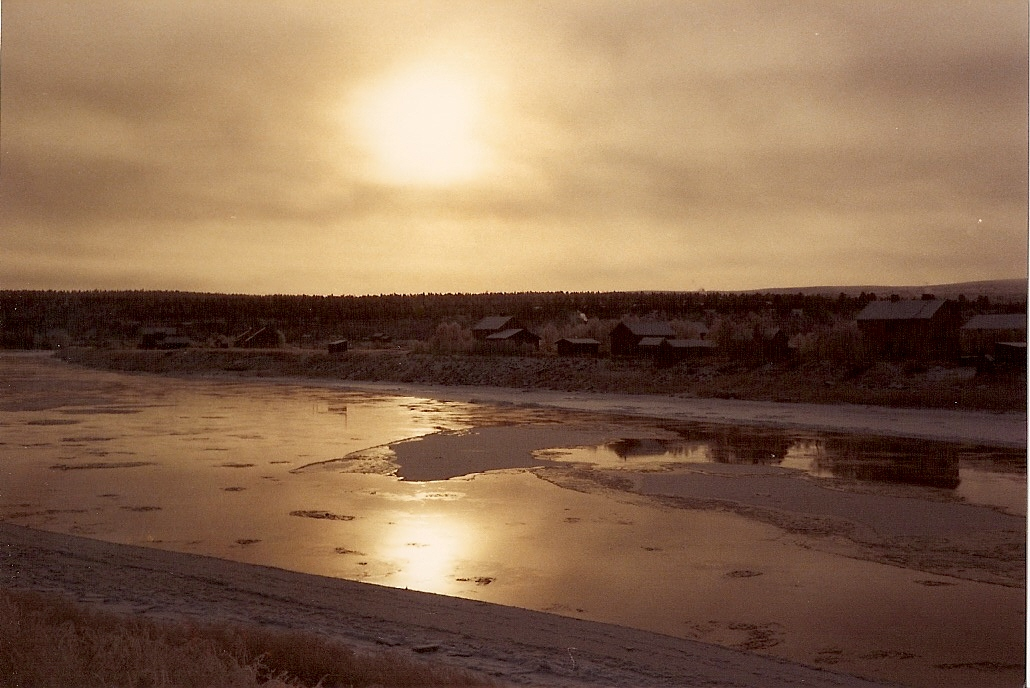
Річка Карашхойка, що протікає у комуні Карашок
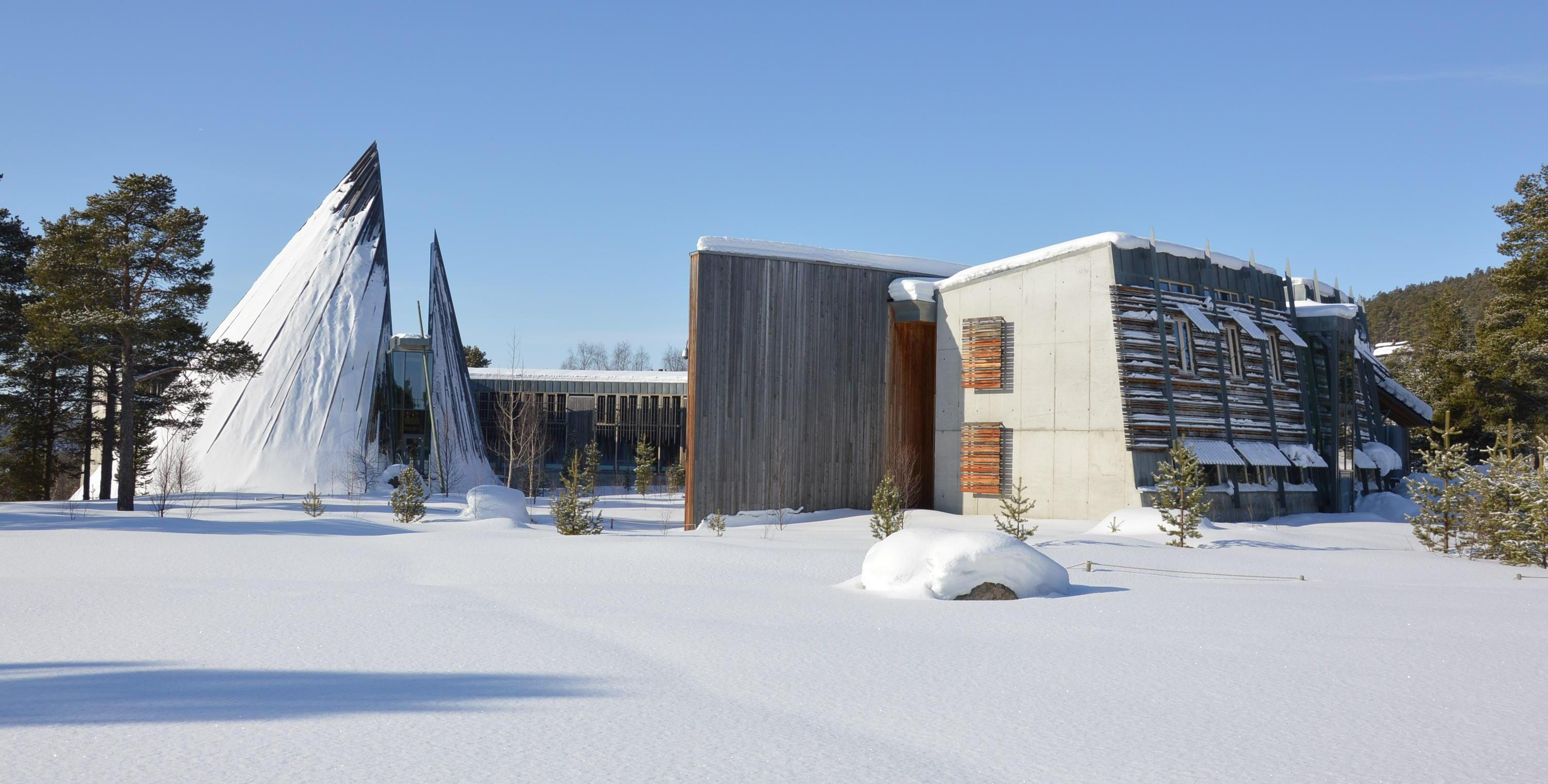
Будівля Саамського парламенту Норвегії у Карашоці
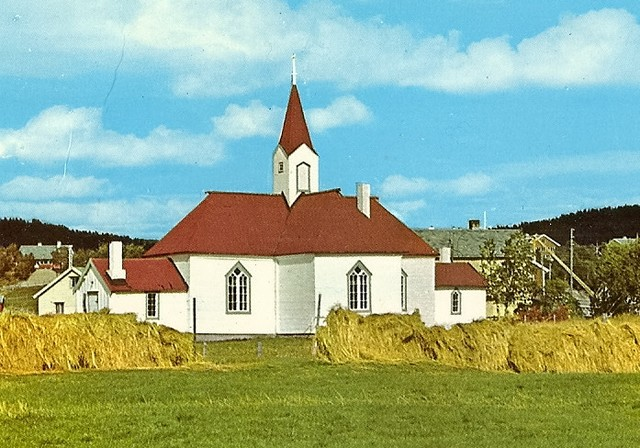
Стара церква Карашока (і найстаріша діюча церква у Фіннмарку), збудована у 1807 році
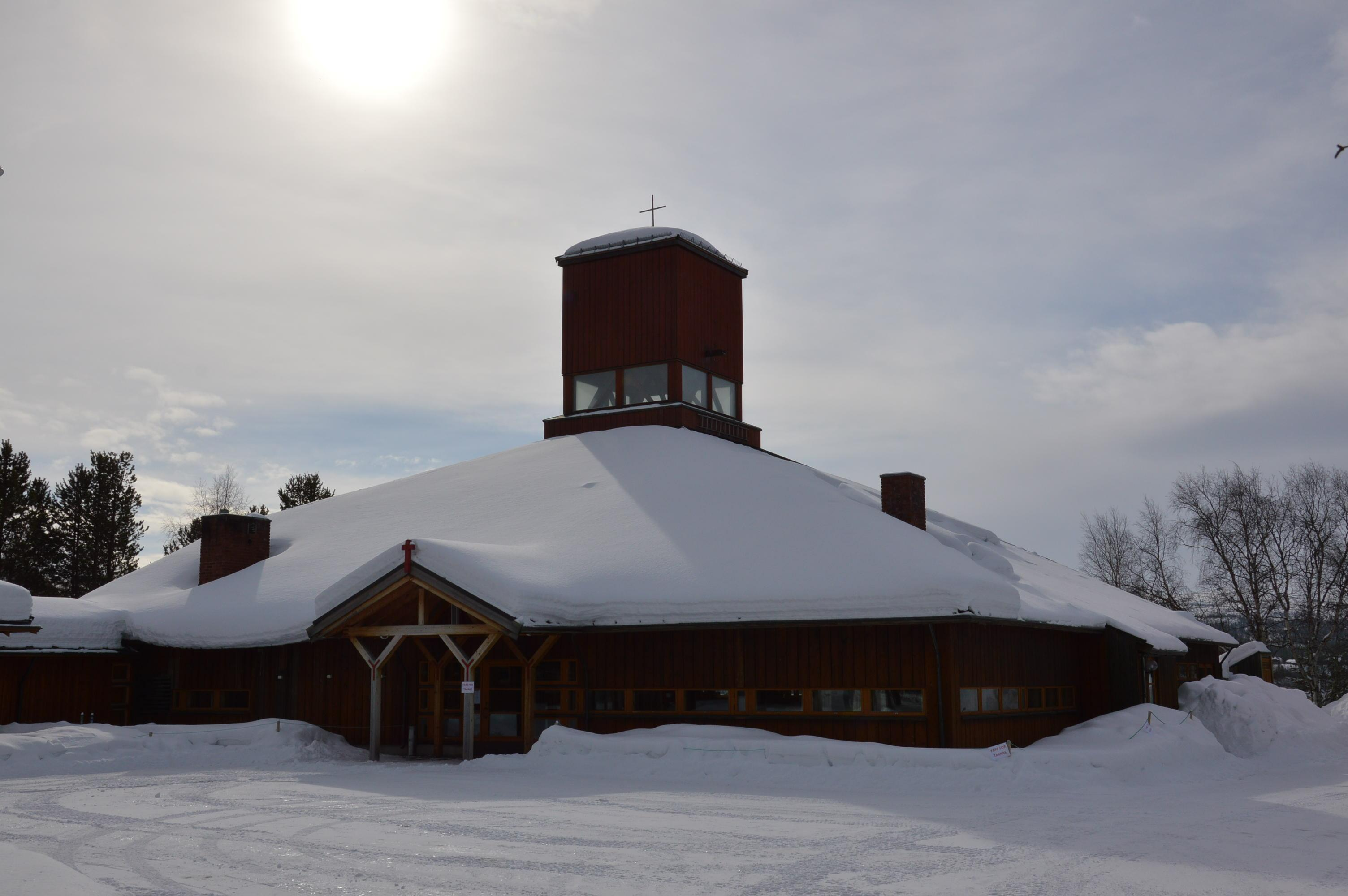
Нова церква Карашока, збудована у 1974 році

## Видатні особи
- Оле Нільсен Равна (1841, Карашок – 1906) — мандрівник, що перетнув Гренландію разом із Фрітьйофом Нансеном у 1888 році;
- Самуель Балто (1861, Карашок – 1921) — мандрівник і дослідник;
- Матті Айкіо (1872, Карашок – 1929) — перший саамський письменник Норвегії;
- Кірстен Свіненг (1891–1980) — діячка руху опору протягом Другої світової війни;
- Івер Йокс (1932, Карашок – 2007) — художник і скульптор;
- Інга Равна Ейра (1948, Карашок) — поетеса, письменниця, перекладачка і вчителька;
- Егіль Оллі (1949, Порсангер) — саамський політик;
- Марі Бойне (1956, Gámehisnjárga) — співачка;
- Фроде Ф'єлльгайм (нар. 1959) — композитор, виріс у Карашоці;
- Сверре Порсангер (нар. 1963) — актор;
- Тор Міккель Вара (нар. 1964, Карашок) — політик (Партія прогресу), міністр юстиції та громадської безпеки Норвегії до 2018 року;
- Рагнхільд Вассвік Кальстад (нар. 1966) — політична діячка, колишній член Карашокської муніципальної ради;
- Ян Егіль Брекке (нар. 1974) — норвезький футболіст, виріс у Карашоці;
- Лейф Арне Брекке (нар. 1977) — норвезький футболіст, виріс у Карашоці;
- Ганс Норбюе (нар. 1987, Карашок) — норвезький футболіст;
- Сюзанна Гутторм (нар. 1996, Карашок) — модель, Міс Норвегія-2018.

## Міста-побратими
- Росія, Оленєгорськ[15]
- Росія, Ловозеро[16][17]